# Twins of Evil
Twins of Evil es una película de terror dirigida en 1971 por John Hough y producida por la Hammer, que cierra la Trilogía de los Karnstein. En España se estrenó como Drácula y las mellizas a modo de truco publicitario, ya que el famoso conde de Bram Stoker no aparece ni es mencionado en ningún momento. En cambio, la fuente de inspiración de esta película es el relato Carmilla de Joseph Sheridan Le Fanu. De los tres títulos de la trilogía, este es el único que logró superar la censura y estrenarse en España. A diferencia de los dos títulos anteriores, Carmilla no es la protagonista, sino que hace un breve cameo. Para esta aparición se contactó con la protagonista de la primera parte, Ingrid Pitt, pero finalmente fue Katya Wyeth quien apareció en la película.

## Intérpretes principales
- Peter Cushing: Gustav
- Mary Collinson: Maria
- Madeleine Collinson: Frieda
- Damien Thomas: Conde Karnstein
- David Warbeck: Anton
- Katya Wyeth: Condesa Mircalla

## Argumento
La película está ambientada en la histórica Estiria (Austria). María y Frieda son dos hermanas gemelas idénticas en apariencia pero con personalidades muy diferentes. María es sencilla y humilde, mientras que Frieda es ambiciosa y algo cruel y sensual. Las dos acaban de quedar huérfanas y viajan desde Venecia hasta Karnstein, un pueblo en Europa Central donde vive su tío Gustav Weil, un puritano fanático "religioso" psicópata y asesino, líder de la fanática Hermandad dedicada a la caza de brujas, que en su falsa cruzada contra el mal no dudan en secuestrar mujeres inocentes calumniándolas de practicar la brujería y quemándolas vivas en la hoguera.
Ambas gemelas, María y Frieda, resienten la severidad de su tío, y una de ellas, la aguerrida Frieda, busca la manera de escapar, resentida con su tío.
En el castillo que domina el pueblo vive el conde Karnstein, otro psicópata consagrado a la magia negra y al culto satánico, quien goza del favor del Emperador y por lo tanto permanece al margen de la Hermandad. Se escapa por su alta alcurnia del alcance de Gustav Weil. El conde conoce a las dos gemelas en una visita al pueblo. Frieda se siente inmediatamente atraída hacia él y lo mismo ocurre a la inversa.
Intentando emular a sus malvados antepasados, una noche el conde lleva su diabólico culto al máximo asesinando a una joven doncella en un ritual de sangre. El resultado de ese ritual es la resurrección temporal de Mircalla Karnstein, una antepasada suya, que le muerde en el cuello y le chupa la sangre, con lo cual lo convierte en vampiro. En su nueva condición, sin embargo, Karnstein puede pasear bajo el sol, por lo que nadie sospecha nada de su vampirismo.
Una noche Frieda decide escaparse de la casa donde las gemelas viven martirizadas por la puritana tiranía de su tío y a pesar de que María intenta convencerla de que no lo haga ella marcha al castillo del conde tras amenazar a su hermana con matarla si cuenta algo. Allí, el conde le revela su secreto y le dice que con el mordisco de un vampiro sólo los inocentes mueren y los que tienen su corazón entregado a Satán se convierten en nuevos seres sedientos de sangre. Frieda se resiste tímidamente, pero el conde la muerde y la transforma en vampiro, ofreciéndole una hermosa joven encadenada. Al regresar a casa, Frieda amenaza a María con seguir encubriendo sus excursiones nocturnas, pero también teme en secreto que pueda morder a María, quien no sobreviviría debido a su inocencia.
A partir de ese momento, las víctimas se suceden, y pronto Frieda es descubierta y condenada a la hoguera por su tío. Pero el conde interviene, secuestra a María y la sustituye por Frieda. La gente del pueblo se dispone a quemar a la muchacha, sin sospechar que están a punto de matar a la inocente María, mientras que Frieda no detiene su búsqueda de sangre.
María se interesa por el apuesto y joven profesor Anton, quien al principio está fascinado por la más misteriosa Frieda. Anton ha estudiado lo que él llama "superstición", pero se convence de la existencia de los vampiros cuando su hermana cae víctima de uno. Una noche, cuando Frieda ataca a un miembro de la Hermandad, es capturada por su tío y encarcelada. Mientras la Hermandad debate el destino de la vampira, el conde y sus sirvientes secuestran a María y la intercambian por Frieda en la celda. Anton va a ver a María, sin saber que en realidad es Frieda. Ella intenta seducirlo, pero él logra pillar que ella no se refleja en el espejo, deduce que es una vampira y la repele con una cruz. Anton corre a rescatar a María de la hoguera. María besa una cruz, revelando su inocencia.
Gustav Weil escucha ahora el consejo de Anton sobre la caza de vampiros, y los dos hombres guían a la Hermandad y a los aldeanos al Castillo Karnstein para destruir al conde. El conde y Frieda intentan huir, pero son sorprendidos por Gustav Weil, quien captura a Frieda y la decapita. El conde captura a María, pero Gustav Weil aparece con un hacha, desafía al conde y éste lo mata. Anton aprovecha la oportunidad y atraviesa el corazón del conde con una lanza. María y Anton se reúnen mientras el cadáver de Karnstein comienza a descomponerse.
- Datos: Q1254464